# Meotipa andamanensis
Meotipa andamanensis is een spinnensoort uit de familie Anamidae. De wetenschappelijke naam van de soort werd voor het eerst geldig gepubliceerd in 1977 door Benoy Krishna Tikader als Argyrodes andamanensis'
De soort komt voor in India. 